# Georges de Mestral
Georges de Mestral, född 19 juni 1907 Colombier, Schweiz, död 8 februari 1990 i Commugny, Vaud, Schweiz, var en schweizisk elektrotekniker som uppfann krok- och öglafästet som blev principen för kardborrbandet. Hans hemkommun gav postumt hans namn till en allé, L'avenue George de Mestral, till hans ära. Han togs in i National Inventors Hall of Fame 1999 för hans uppfinning av krok och ögla-fästelementet.

## Biografi
de Mestral var son till Albert de Mestral, civilingenjör, och Marthe de Goumoëns. Han konstruerade ett leksaksflygplan vid tolv års ålder och patenterade det. Han studerade vid École polytechnique fédérale de Lausanne och efter examen där 1930 arbetade han i maskinverkstaden på ett verkstadsföretag. När han vid ett tillfälle kom hem efter en vandring med hunden upptäckte han att hans hund var täckt av kardborrar som hade fastnat i pälsen. Han arbetade sedan från och med 1948 i tio år med att uppfinna krok och ögla-fästelementet. År 1955 patenterade han framgångsrikt kardborrbandet, som så småningom såldes i en kvantitet av ca 55 000 km per år.

## Uppfinningen av kardborrbandet
De Mestral tog sig an krok och ögla-idén efter att ha återvänt från en jakttur med sin hund i Alperna 1941. Efter att ha tagit bort flera av de kardborrar som höll sig fast vid hans kläder och hundens päls, blev han nyfiken på hur detta fungerade. Han undersökte dem under ett mikroskop och noterade hundratals "krokar" som fäste på något med öglor, till exempel kläder, djurpäls eller hår. Han såg då möjligheten att binda två material reversibelt till varandra på ett enkelt sätt,  om han kunde ta reda på hur man skulle mångfaldiga krokar och öglor.
Först vägrade människor att ta honom och hans idé på allvar. Han tog sin idé till Lyon, som då var ett centrum för vävning, där han lyckades få hjälp av en vävare, som gjorde två bomullsband som fungerade. Men bomullen slets snabbt, så de Mestral gick över till syntetfibrer. Han valde nylon som det bästa materialet, efter att han genom ett antal prov och misslyckanden så småningom upptäckte att nylon bildar krokar som var perfekta för kroksidan på fästelementet när det framställs under hett infrarött ljus. Även om han hade räknat ut hur han skulle göra krokarna, hade han ännu inte kommit fram till ett sätt att mekanisera processen och göra öglesidan. Han fann emellertid att nylontråden, när den vävs i öglor och värmebehandlas, behåller sin form och är fjädrande, men öglorna måste skäras på rätt ställe för att bilda krokar som kan fästas och lossas många gånger. På väg att ge upp fick han en ny idé, som gick ut på att han klippte topparna av öglorna och skapade därmed krokar som passade perfekt med de motsatta öglorna.
Mekaniseringen av vävningen av krokarna tog åtta år och det tog ytterligare ett år att skapa vävstolen som trimmade öglorna efter att ha vävt dem. Totalt tog det tio år att skapa en mekaniserad process som fungerade. Han lade fram sin idé för patent i Schweiz 1951 och patentet beviljades 1955. De Mestral förväntade en hög efterfrågan omedelbart. Inom några år fick han patent och öppnade därefter butiker i Tyskland, Schweiz, Storbritannien, Sverige, Italien, Nederländerna, Belgien och Kanada. År 1957 gick han vidare till textilcentret i Manchester, New Hampshire i USA.
De Mestral gav namnet kardborrband, en portmanteau av de franska orden velours ("sammet") och virkning ("krok"), till sin uppfinning såväl som hans företag, som fortsätter att tillverka och marknadsföra fästsystemet.
Införandet av krok och ögla-idén inom textilindustrin tog emellertid tid, delvis på grund av dess utseende. Banden i början av 1960-talet såg ut som om den hade gjorts av restbitar av billigt tyg, en föga inspirerande aspekt för klädtillverkare. Den första uppmärksammade användningen av Velcro®-märkets kardborrband kom inom rymdfarten, där det hjälpte astronauter att komma i och ur skrymmande rymddräkter. Så småningom noterade skidåkare liknande fördelar med en dräkt som var lättare att komma i och ur.